# Holms landskommun, Halland
Holms landskommun var en tidigare kommun i Hallands län.

## Administrativ historik
När 1862 års kommunalförordningar började gälla inrättades över hela landet cirka 2 400 landskommuner, de flesta bestående av en socken. Därutöver fanns 89 städer och 8 köpingar, som då blev egna kommuner. Denna kommun bildades då i Holms socken i Halmstads härad i Halland.
Landskommunen upphörde vid kommunreformen 1952, då den gick upp i Kvibille landskommun. Sedan 1974 tillhör området Halmstads kommun

## Politik

### Mandatfördelning i valet 1946
| 10 | 8 | 2 |

| 18 |